# 古魯阿爾瓊

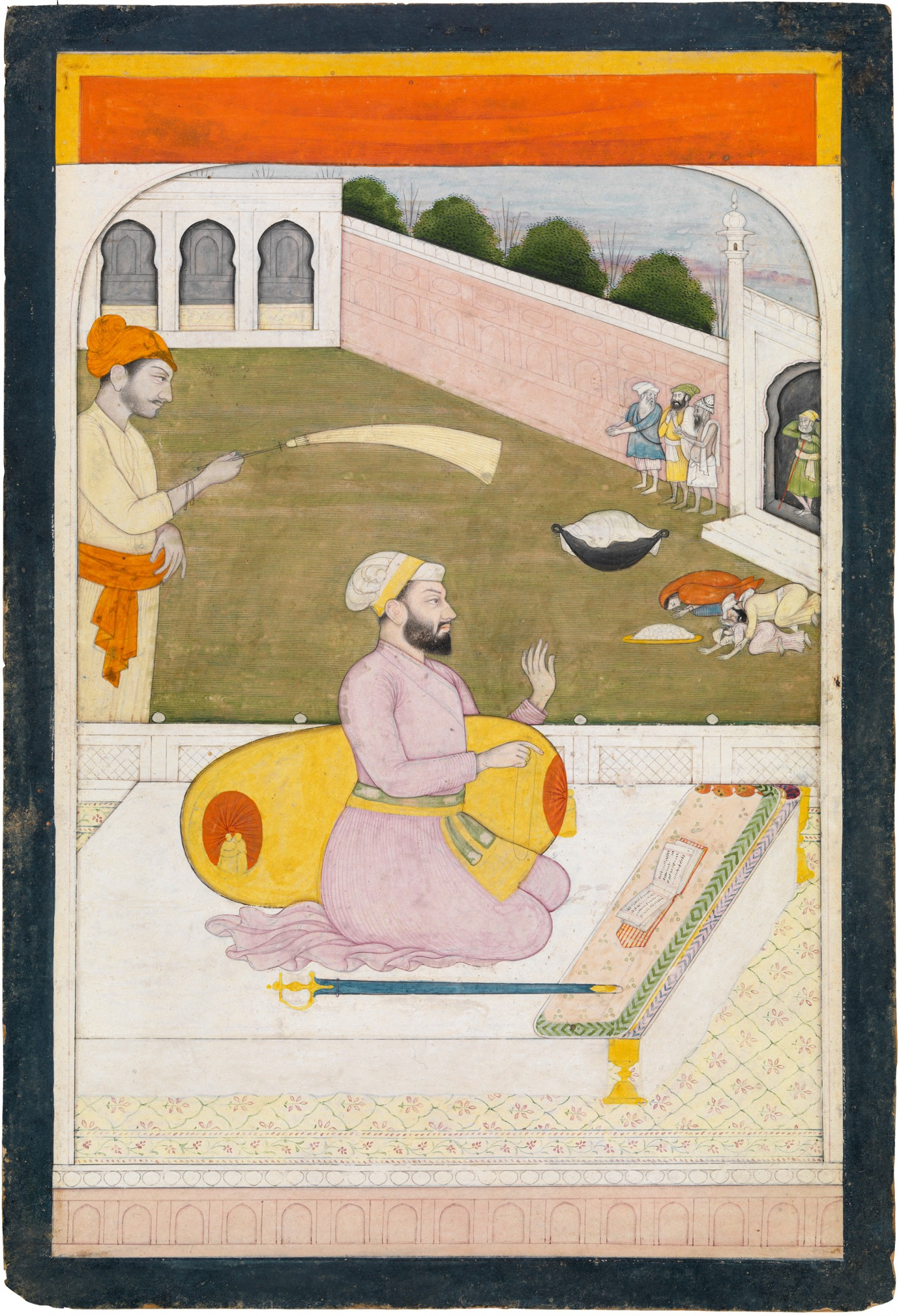
古魯阿爾瓊

古魯阿爾瓊  ( 古木基文 : ਗੁਰੂ ਅਰਜਨ，1563年4月15日—1606年5月30日） 是錫克教第五代古魯。1581年繼位。他領導錫克教時曾編纂锡克教经典《阿迪・格兰特》。後來莫卧儿帝国皇帝贾汉吉尔下令逮捕阿爾瓊并要求其皈依伊斯兰教。 不過這一要求被阿爾瓊拒绝，結果阿爾瓊被莫卧儿帝国當局处决。 